# Władysław Dec (żołnierz)
Władysław Dec (ur. 13 lutego 1898 w Sokołowie Małopolskim, zm. 21 listopada 1965 w Warszawie) – pułkownik dyplomowany Wojska Polskiego, kawaler Orderu Virtuti Militari.

## Życiorys
Władysław Dec urodził się 13 lutego 1898 roku w Sokołowie Małopolskim, w chłopskiej rodzinie Macieja i Julii z domu Kisiel. Ukończył szkołę powszechną, następnie seminarium nauczycielskiej w Rzeszowie, gdzie w 1916 zdał maturę. W tym samym roku został powołany w stopniu podporucznika piechoty do wojsk austriackich. Walczył na froncie austriacko-rosyjskim, w Galicji i na Ukrainie.
W listopadzie 1918 roku wstąpił do Wojska Polskiego i rozpoczął służbę w 11 pułku piechoty formującym się w Zagłębiu Dąbrowskim. W pułku tym pełnił funkcję dowódcy kompanii. Od 14 maja 1920 dowodził 2 kompanią batalionu zapasowego Wojsk Wartowniczych i Etapowych Nr III w Kielcach. W chwili wybuchu I powstania śląskiego wraz z innymi oddziałami tego pułku wziął udział w walkach z niemieckimi oddziałami Grenschutzu, a następnie brał udział w ochronie granicy ze Śląskiem i przejmowaniu Śląska od Niemców. Po zakończeniu działań wojennych, pełni służbę liniową w oddziałach piechoty.
W latach 1927–1929 był słuchaczem Kursu Normalnego Wyższej Szkoły Wojennej w Warszawie. Po ukończeniu kursu i uzyskaniu dyplomu naukowego oficera dyplomowanego, otrzymał przydział służbowy do 23 Dywizji Piechoty na stanowisko oficera sztabu. W trakcie studiów, 19 marca 1928 awansował na kapitana w korpusie oficerów piechoty ze starszeństwem z dniem 1 stycznia tego roku i 23 lokatą.
Następnie został awansowany do stopnia majora i skierowany na staż liniowy do 81 pułku Strzelców Grodzieńskich. Później otrzymał przydział do Departamentu Dowodzenia Ogólnego Ministerstwa Spraw Wojskowych w Warszawie, w którym pełnił służbę do września 1939 roku.
10 września 1939 został mianowany kwatermistrzem Grupy „Stryj” generała brygady Stefana Dembińskiego wchodzącej w skład Armii „Karpaty”. W składzie tej grupy brał udział w kampanii wrześniowej, a następnie 21 września 1939 wraz z resztkami grupy przekroczył granicę węgierską i został internowany.
W listopadzie 1939 przedostał się przez Jugosławię i Włochy do Francji, gdzie otrzymał przydział do formującej się w obozie wojskowym Camp de Coëtquidan 1 Dywizji Grenadierów. W grudniu 1939 roku został dowódcą II batalionu 2 pułku grenadierów Wielkopolskich, funkcję tę pełnił do lutego 1940, kiedy został skierowany na kurs dowódców batalionów do Centrum Wyszkolenia Armii Francuskiej.

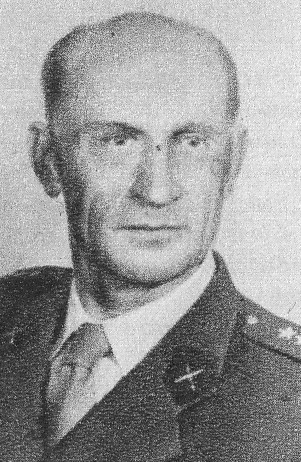
Płk Władysław Dec (ok. 1965)

Po ukończeniu kursu został dowódcą II batalionu Samodzielnej Brygady Strzelców Podhalańskich i wziął udział w bitwie o Narwik. Po wycofaniu wojsk alianckich z Norwegii znalazł się wraz z dowodzonym przez siebie batalionem w Wielkiej Brytanii.

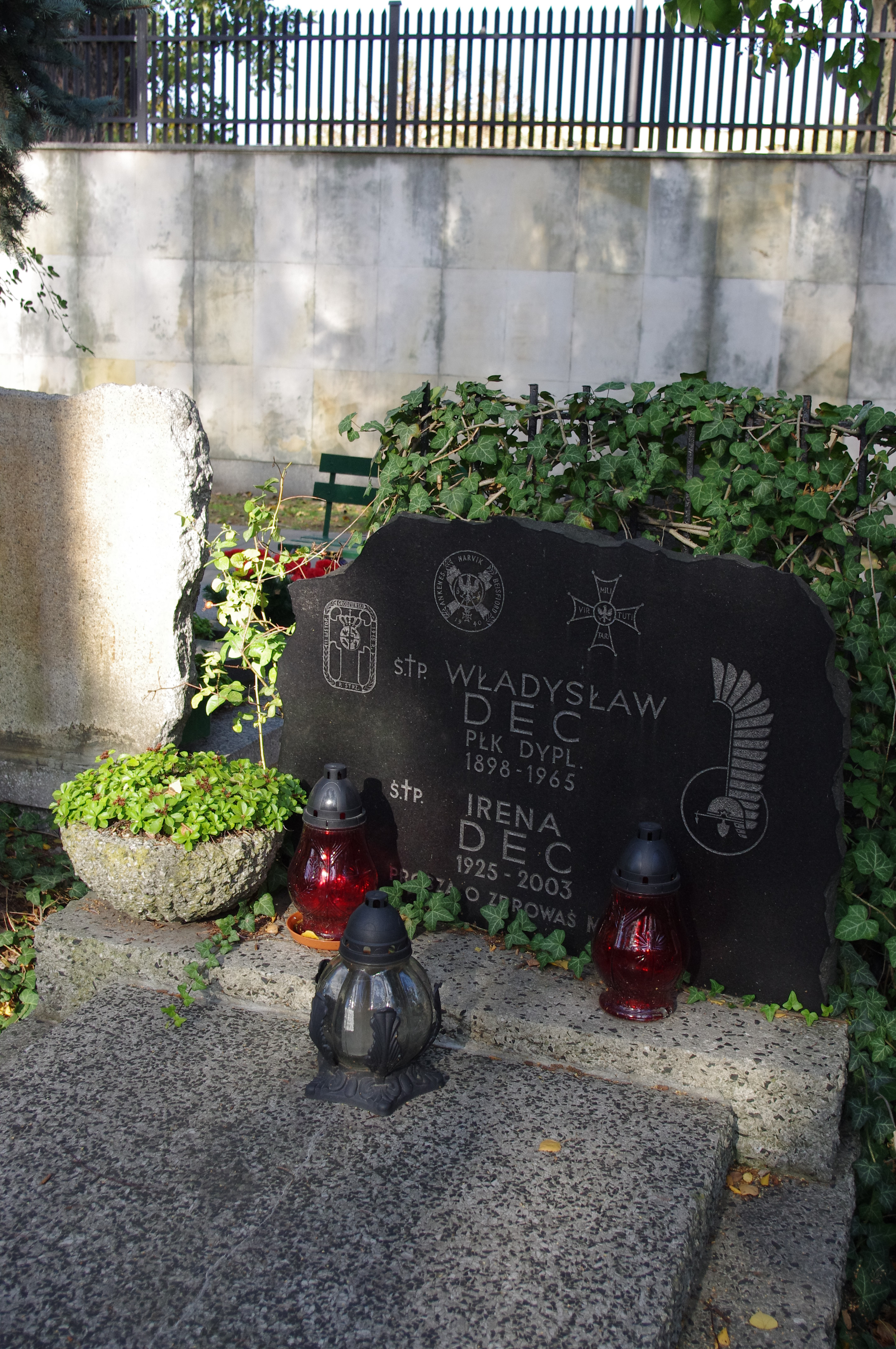
Grób pułkownika Władysława Deca na cmentarzu Wojskowym na Powązkach w Warszawie

Od 25 czerwca 1940 roku do 12 lipca 1941 roku dowodził 1 batalionem Strzelców Podhalańskich. We wrześniu 1942 został szefem wydziału organizacyjno-kwatermistrzowskiego sztabu 1 Dywizji Pancernej. W listopadzie 1943 roku został mianowany zastępcą dowódcy 3 Brygady Strzelców. W składzie 3 Brygady Strzelców bierze udział w walkach w Normandii, a następnie przeszedł szlak bojowy 1 Dywizji Pancernej przez Francję, Belgię i Holandię. 1 września 1944 został awansowany do stopnia pułkownika. W styczniu 1945 roku został dowódcą 3 Brygady Strzelców i wraz z nią uczestniczył w walkach w północnej Holandii i Niemczech.
Po zakończeniu II wojny światowej brał udział w okupacji Niemiec, a następnie po demobilizacji w lipcu 1947 wrócił do Polski. Po powrocie początkowo pracował jako nauczyciel w gimnazjum w Celestynowie a od 1948 w Spółdzielni Wydawniczej „Wiedza” w Warszawie i Robotniczej Spółdzielni Wydawniczej „Prasa”.
W 1957 roku został powołany do służby czynnej i przydzielony do Biura Historycznego Wojska Polskiego, gdzie prowadził badania nad dziejami Polskich Sił Zbrojnych na Zachodzie oraz był twórcą zakładu zajmującego się tą problematyką. W 1961 roku przeszedł na emeryturę. Zmarł 21 listopada 1965 w Warszawie, po ciężkiej i długotrwałej chorobie. Został pochowany na cmentarzu Wojskowym na Powązkach (kwatera 2A-2-11).
Wydał wspomnienia: Narwik i Falaise wyd. MON, wyd. I (1957).

## Życie prywatne
Od 1921 był mężem Marii z Ciepielowskich (zm. 1941), siostry Władysława Ciepielowskiego, z którą mieli dwie córki: Zdzisławę i Danutę.

## Ordery i odznaczenia
- Krzyż Srebrny Orderu Wojskowego Virtuti Militari nr 4708 (1921)[8]
- Krzyż Kawalerski Orderu Odrodzenia Polski
- Krzyż Walecznych (dwukrotnie)
- Medal Niepodległości (2 sierpnia 1931)[9]
- Srebrny Krzyż Zasługi (19 marca 1935)[10]
- Kawaler Orderu Leopolda (Belgia)
- Kawaler Orderu Legii Honorowej (Francja)
- Krzyż Wojenny (Belgia)
- Krzyż Wojenny (Francja)
- Order Wybitnej Służby (Wielka Brytania)

## Upamiętnienie
W Sokołowie Małopolskim jedna z ulic nosi imię płk. Władysława Deca.